# Party kara Tsuihō Sareta Sono Chiyushi, Jitsu wa Saikyō ni Tsuki
Party kara Tsuihō Sareta Sono Chiyushi, Jitsu wa Saikyō ni Tsuki (パーティーから追放されたその治癒師、実は最強につき Pātī kara Tsuihō Sareta Sono Chiyushi, Jitsu wa Saikyō ni Tsuki?) es una serie de novelas ligeras japonesas escritas por Kagekinoko e ilustradas por Kakao Lanthanum. Comenzó a serializarse en línea en mayo de 2018 en el sitio web de publicación de novelas generadas por usuarios Shōsetsuka ni Narō. Posteriormente fue adquirido por Futabasha, que ha publicado cuatro volúmenes desde enero de 2019 bajo su sello M Novels. 
Una adaptación a manga con arte de Miwa Narumi se ha serializado en línea a través del sitio web Gaugau Monster de Futabasha desde febrero de 2020 y se ha recopilado en ocho volúmenes de tankōbon. Una adaptación de la serie de televisión de anime producida por Studio Elle se emitió en octubre a diciembre de 2024.

## Argumento
El sanador Laust es expulsado de su grupo porque el líder se da cuenta de que no está aportando mucho al equipo. Pronto, Laust debe buscar nuevos miembros para formar parte del grupo. Después de encontrar a un simpático artista marcial con el que trabajar, revela su secreto: aunque es un sanador bastante mediocre, en realidad lucha bien en combate cuerpo a cuerpo. Esta es la historia de un apoyo que en secreto es un DPS, y donde todo el conflicto surge del hecho de que nunca le dijo a su antiguo grupo que era un DPS.

## Personajes
Raust (ラウスト Rausuto?)
 Seiyū: Kensho Ono
Narusena (ナルセーナ Narusēna?)
 Seiyū: Kaori Maeda
Margulus (マルグルス Marugurusu?)
 Seiyū: Shun'ichi Toki
Saberia (サーベリア Sāberia?)
 Seiyū: Marie Hashimoto
Armia (アーミア Āmia?)
 Seiyū: Hina Tachibana
Lyra (ライラ Raira?)
 Seiyū: Ayaka Asai
Hansam (ハンザム Hanzamu?)
 Seiyū: Toshiya Miyata
Sieg (ジーク Jīku?)
 Seiyū: Yūichirō Umehara
Amherst (アマースト Amāsuto?)
 Seiyū: Rie Hikisaka
Mist (ミスト Misuto?)
 Seiyū: Hiroshi Iwasaki
Ralma (ラルマ Raruma?)
 Seiyū: Yukari Tamura
Ronaldo (ロナウド Ronaudo?)
 Seiyū: Shin-ichiro Miki

## Contenido de la obra

### Novela ligera
La nueva fue escrito por Kagekinoko, Party kara Tsuihō Sareta Sono Chiyushi, Jitsu wa Saikyō ni Tsuki comenzó su serialización en el sitio web de publicación de novelas generadas por usuarios Shōsetsuka ni Narō el 30 de mayo de 2018. Posteriormente fue adquirida por Futabasha, quien comenzó a publicar la serie con ilustraciones de Kakao Lanthanum bajo su sello de novela ligera M Novels el 30 de enero de 2019. Se han lanzado cuatro volúmenes hasta agosto de 2020.
| Volúmenes de novelas ligeras publicadas | Volúmenes de novelas ligeras publicadas | Volúmenes de novelas ligeras publicadas |
| Número                                  | Fecha de lanzamiento                    | ISBN                                    |
| --------------------------------------- | --------------------------------------- | --------------------------------------- |
| 1                                       | 30 de enero de 2019                     | ISBN 978-4-575-24148-8                  |
| 2                                       | 28 de junio de 2019                     | ISBN 978-4-575-24187-7                  |
| 3                                       | 30 de enero de 2020                     | ISBN 978-4-575-24246-1                  |
| 4                                       | 31 de agosto de 2020                    | ISBN 978-4-575-24319-2                  |

### Manga
Una adaptación a manga ilustrada por Miwa Narumi comenzó a serializarse en el sitio web Gaugau Monster de Futabasha el 28 de febrero de 2020. Los capítulos del manga se recopilaron en ocho volúmenes de tankōbon a diciembre de 2023.

### Anime
El 26 de enero de 2024 se anunció una adaptación de la serie de televisión de anime. La serie está producida por Studio Elle y dirigida por Keisuke Ōnishi, con Kurasumi Sunayama escribiendo los guiones de la serie, Yumiko Mizuno diseñando los personajes y Naoki Tani y Tatsuya Yano componiendo la música. Su estreno está previsto para el 6 de octubre de 2024 en el bloque de programación ANiMAZiNG!!! de ABC y TV Asahi. El tema de apertura, "Saikyō? Saikō! Brave My Heart", es interpretado por Hina Tachibana, mientras que el tema final, "Only", es interpretado por Sizuk. Crunchyroll obtuvo la licencia de la serie fuera de Asia. Medialink obtuvo la licencia de la serie en el sudeste asiático para su transmisión en el canal de YouTube de Ani-One Asia.